# Episodi di Un detective in corsia (sesta stagione)
La sesta stagione della serie televisiva Un detective in corsia, composta da 22 episodi, è stata trasmessa sul canale statunitense CBS dal 24 settembre 1998 al 13 maggio 1999.
In Italia è stata trasmessa su Canale 5 dal 14 settembre al 9 ottobre 1999 (mentre l'episodio Uccidimi se puoi è andato in onda nel 2000 sempre su Canale 5).
| nº | Titolo originale                             | Titolo italiano                       | Prima TV USA      | Prima TV Italia   |
| -- | -------------------------------------------- | ------------------------------------- | ----------------- | ----------------- |
| 1  | Resurrection (Part 1 & 2)                    | Resurrezione (prima e seconda parte)  | 24 settembre 1998 | 14 settembre 1999 |
| 2  | Resurrection (Part 1 & 2)                    | Resurrezione (prima e seconda parte)  | 24 settembre 1998 | 15 settembre 1999 |
| 3  | Till Death Do Us Part                        | Il matrimonio del mio peggior nemico  | 1º ottobre 1998   | 16 settembre 1999 |
| 4  | Wrong Number                                 | Uno strano appuntamento               | 8 ottobre 1998    | 17 settembre 1999 |
| 5  | Blood Will Out                               | Prova inconfutabile                   | 15 ottobre 1998   | 20 settembre 1999 |
| 6  | Alienated                                    | Un weekend di terrore                 | 29 ottobre 1998   | 21 settembre 1999 |
| 7  | Write, She Murdered                          | La scrittrice assassina               | 5 novembre 1998   | 22 settembre 1999 |
| 8  | Rear Windows 98                              | Omicidi on-line                       | 12 novembre 1998  | 23 settembre 1999 |
| 9  | The Last Resort                              | L'ultima risorsa                      | 19 novembre 1998  | 27 settembre 1999 |
| 10 | Murder x 4                                   | Quattro omicidi per una polizza       | 3 dicembre 1998   | 24 settembre 1999 |
| 11 | Dead in the Water                            | Morte nell'acqua                      | 17 dicembre 1998  | 25 settembre 1999 |
| 12 | Trapped in Paradise                          | Una strana coppia                     | 7 gennaio 1999    | 28 settembre 1999 |
| 13 | Voices Carry                                 | Il clown killer                       | 21 gennaio 1999   | 29 settembre 1999 |
| 14 | Murder, My Suite                             | Dolce omicidio                        | 28 gennaio 1999   | 30 settembre 1999 |
| 15 | Murder on the Hour                           | Si muore una volta sola               | 4 febbraio 1999   | 1º ottobre 1999   |
| 16 | Rescue Me                                    | Salvami                               | 11 febbraio 1999  | 2 ottobre 1999    |
| 17 | Down Among the Dead Men                      | Uccidimi se puoi                      | 18 febbraio 1999  | 2000              |
| 18 | Never Say Die                                | L'isola felice                        | 25 febbraio 1999  | 5 ottobre 1999    |
| 19 | Trash TV (Part 1 & 2)                        | TV spazzatura (prima e seconda parte) | 29 aprile 1999    | 6 ottobre 1999    |
| 20 | Trash TV (Part 1 & 2)                        | TV spazzatura (prima e seconda parte) | 29 aprile 1999    | 7 ottobre 1999    |
| 21 | Blood Ties                                   | Legami di sangue                      | 6 maggio 1999     | 8 ottobre 1999    |
| 22 | Today is the Last Day of the Rest of My Life | L'ultimo giorno della mia vita        | 13 maggio 1999    | 9 ottobre 1999    |